# Nono (woreda, Mirab Shewa)
Pour les articles homonymes, voir Nono.
Nono (en oromo : Noonnoo) est un woreda du centre-ouest de l'Éthiopie situé dans la zone Ouest Shewa de la région Oromia. Il a 84 248 habitants en 2007, son centre administratif est Silkamba.
Extrémité sud-ouest de la zone Ouest Shewa, le woreda Nono est limitrophe des zones Jimma et Sud-Ouest Shewa de la région Oromia et de la zone Gurage de la région Éthiopie du Centre.
Autrefois plus étendu, le woreda a perdu du territoire avec le détachement de son voisin Jibat probablement en 2007,.
| Dano        | Jibat |         |
| Chora Botor | Nono  | Amaya   |
|             |       | Abeshge |

Son centre administratif, Silkamba,, qui peut aussi s'appeler Silk Amba, Nono ou Sirambi, se trouve une centaine de kilomètres au sud-ouest d'Ambo.
Le recensement national de 2007 fait état pour ce woreda d'une population de 84 248 habitants dont 4 % de citadins qui sont les 3 554 habitants de Silkamba. La majorité des habitants du woreda (56 %) sont orthodoxes, 26 % sont musulmans, 15 % sont protestants et 2 % sont de religions traditionnelles africaines.
En 2022, sa population est estimée à 120 166 personnes avec une densité de population de 173 personnes par km2 et 696 km2 de superficie.